# Słowenia Środkowa
Region statystyczny Słowenia Środkowa (słoweń. osrednjeslovenska statistična regija) – region statystyczny w środkowej Słowenii.

## Geografia
Jest to drugi co do wielkości region pod względem terytorium. Ma łączną powierzchnię 2555 km², centralne położenie i dobre połączenia komunikacyjne we wszystkich kierunkach, a stolica kraju znajduje się w nim.

## Populacja
Obszar ten jest najgęściej zaludnionym regionem statystycznym w Słowenii, z największą liczbą mieszkańców. W 2020 roku populacja wynosiła 570 773. Miał najwyższy odsetek osób w wieku od 25 do 64 lat z wykształceniem wyższym.

## Miasta i miasteczka
Region statystyczny Słowenia Środkowa obejmuje 9 miast i miasteczek, z których największym (a zarazem jego stolicą) jest Lublana.
| Stopień | Nazwa       | Populacja (2021) |
| ------- | ----------- | ---------------- |
| 1.      | Lublana     | 285 604          |
| 2.      | Kamnik      | 13 902           |
| 3.      | Domžale     | 13 102           |
| 4.      | Logatec     | 9947             |
| 5.      | Vrhnika     | 8889             |
| 6.      | Grosuplje   | 7607             |
| 7.      | Mengeš      | 7010             |
| 8.      | Medvode     | 5330             |
| 9.      | Višnja Gora | 1135             |

## Gminy
Region statystyczny Słowenia Środkowa obejmuje następujące 25 gmin:
- Borovnica
- Brezovica
- Dobrepolje
- Dobrova-Polhov Gradec
- Dol pri Ljubljani
- Domžale
- Grosuplje
- Horjul
- Ig
- Ivančna Gorica
- Kamnik
- Komenda
- Log-Dragomer
- Logatec
- Lublana
- Lukovica
- Medvode
- Mengeš
- Moravče
- Škofljica
- Šmartno pri Litiji
- Trzin
- Velike Lašče
- Vodice
- Vrhnika

Gmina Litija była częścią regionu do stycznia 2015 r.; w 2015 r. stała się częścią regionu statystycznego Centralna Sawa.

## Gospodarka
Jako najbardziej rozwinięty gospodarczo region, w 2012 r. wygenerował 27 razy więcej produktu krajowego brutto niż region statystyczny Centralna Sawa, czyli ponad jedną trzecią krajowego PKB. W 2012 r. region odnotował 98 nowych firm na 10 000 mieszkańców (najwięcej nowych firm odnotowano w regionie statystycznym Nadbrzeżny Kras, tj. 113 na 10 000 mieszkańców). Jednocześnie region ten miał jeden z najwyższych pięcioletnich wskaźników przetrwania nowych firm (55%). Według wskaźnika migracji zarobkowej (126,0) region ten był bardzo zorientowany na pracę. Znaczenie tego regionu dla zatrudnienia potwierdza również fakt, że liczba miejsc pracy w regionie jest znacznie większa niż liczba pracujących w nim osób. Zarobki osób zatrudnionych w tym regionie są najwyższe w kraju: w 2013 r. średnie zarobki netto w kraju wyniosły 997 EUR, podczas gdy w tym regionie były one o ponad 90 EUR wyższe.
Struktura zatrudnienia: 69,7% usługi, 28,1% przemysł, 2,2% rolnictwo.

## Turystyka
Przyciąga 13,2% ogółu turystów w Słowenii, przy czym większość stanowią goście zagraniczni, którzy odwiedzają Lublanę (90,7%).

## Transport
- Długość autostrad: 169 km
- Długość pozostałych dróg: 3540 km